# Marek Szczerbiak
Marek Szczerbiak (ur. 11 czerwca 1955) - polski oficer, urzędnik i manager, obecnie prezes zarządu firmy Piec-Bud Wrocław.

## Życiorys
Ukończył Wyższą Szkołę Oficerską Wojsk Pancernych w Poznaniu w 1980 i przez kilka lat służył w wojsku. Następnie w latach 1986-1990 był Naczelnikiem Miasta i Gminy w Chocianowie.
W III RP pełnił szereg funkcji kierowniczych, m.in. w latach 1994-1997 był kolejno dyrektorem generalnym oraz radcą generalnym Urzędu Wojewódzkiego w Legnicy, w latach 1998-1999 był radcą generalnym Dolnośląskiego Urzędu Wojewódzkiego we Wrocławiu, w okresie 1999-2002 był prezesem zarządu Przedsiębiorstwa Remontowo-Budowlanego "REMY" sp. z o.o. (firma powstała w ramach restrukturyzacji Huty Miedzi "Głogów"). Następnie pełnił szereg różnych funkcji w KGHM Polska Miedź S.A.: dyrektora naczelnego Huty Miedzi Legnica, dyrektora naczelnego Oddziału Huty Miedzi Głogów, wiceprezesa Zarządu KGHM i wreszcie w latach 2005-2006 prezesa zarządu KGHM. Od 25 października 2006 pełni funkcję prezesa zarządu Przedsiębiorstwa Budowy Pieców Przemysłowych „Piec-Bud” Wrocław – sp. z o.o.